# Sulajman (ilchan)
Sulajman (zm. 1343) – władca Ilchanidów panujący w latach 1339–1343. 
Był potomkiem jednego z synów Hulagu-chana. Trudno powiedzieć, że sprawował rządy, był jedynie marionetką w rękach władców z dynastii Czobanidów. Okres jego panowania to kontynuacja wojny pomiędzy Czobanidami a Dżalajirydami o wpływy w rozpadającym się państwie Ilchanidów. W 1343 został zamordowany. Jego następcą został Anuszirwan. 